# Zbigniew Marculewicz
Zbigniew Marculewicz (ur. 2 stycznia 1978 w Kuźnicy, zm. 13 października 2024 w Nowodzieli) – polski koszykarz występujący na pozycji środkowego.

## Osiągnięcia
Drużynowe
- Finalista pucharu Polski (2006)
- Awans do PLK z Polpharmą Starogard Gdański (2004)

Indywidualne
- Lider PLK w blokach (2003)[2]